# Callipallene gabriellae
Callipallene gabriellae is een zeespin uit de familie Callipallenidae. De soort behoort tot het geslacht Callipallene. Callipallene gabriellae werd in 1948 voor het eerst wetenschappelijk beschreven door Correa. 